# Zamfara

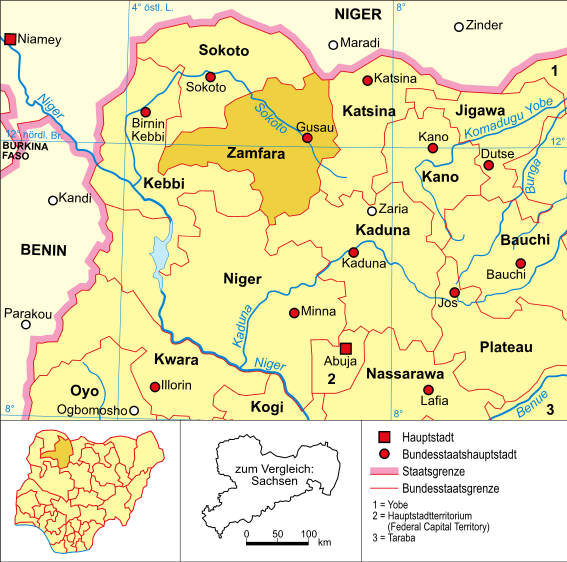
Lage von Zamfara in Nigeria

Zamfara ist ein Bundesstaat des westafrikanischen Landes Nigeria mit der Hauptstadt Gusau, die mit 226.873 Einwohnern (2005) auch die größte Stadt des Bundesstaates ist.

## Geografie
Der Bundesstaat liegt im Nordwesten des Landes und grenzt im Norden an den Bundesstaat Sokoto und die Republik Niger, im Süden an die Bundesstaaten Niger und Kaduna, im Westen an den Bundesstaat Kebbi, im Nordosten an den Bundesstaat Katsina und im Südosten an den Bundesstaat Kaduna. Ein Teil der südwestlichen Grenze zum Bundesstaat Kebbi wird von dem Fluss Ka gebildet. Der Mariga bildet in seinem Oberlauf die Grenze zu Kaduna.

## Geschichte
Der Bundesstaat wurde am 1. Oktober 1996 aus einem Teil des Bundesstaates Sokoto gebildet. Erster Administrator war vom 7. Oktober 1996 bis Mai 1999 Jibril Baba Yakubu. Sein Nachfolger Gouverneur war seit dem 29. Mai 1999 Alhaji Ahmad Sani Yariman Bakura.
Am 27. Oktober 1999 führte Zamfara als erster nigerianischer Bundesstaat die Rechtsprechung nach der Scharia ein. Von Mai 2011 bis Mai 2019 war Abdulaziz Abubakar Yari gewählter Gouverneur des Bundesstaates. Seit 29. Mai 2019 ist Bello Matawalle sein Nachfolger.
Im Januar 2022 kamen bei terroristischen Angriffen durch bewaffnete, motorisierte Banden auf zehn Dörfer der Bezirke Anka und Bukkuyum zwischen 58 und 200 Bewohner ums Leben. Mehr als 10.000 Menschen verloren im Zuge der Überfälle ihr Obdach, nachdem die Banden ihre Häuser anzündeten.

## Verwaltung
Der Staat gliedert sich in 14 Local Government Areas.
Diese sind: Anka, Bakura, Birnin-Magaji-Kiyaw, Bukkuyum, Bungudu, Gummi, Gusau, Kaura-Namoda, Maradun, Maru, Shinkafi, Talata-Mafara, Tsafe und Zurmi.

## Wirtschaft
Der wichtigste Wirtschaftszweig in Zamfara ist die Landwirtschaft. Etwa 80 Prozent der erwerbstätigen Bevölkerung sind in ihr beschäftigt. Es werden Hirse, Mais, Reis, Erdnüsse, Baumwolle, Tabak und Bohnen angebaut. Zudem leben hier Fulbe-Stämme, die noch von einem subsistenzorientierten Nomadismus mit Rindern und Zebus leben.